# Slast
Slast je pocit blaha vznikající uvolněním psychického napětí po naplnění potřeby.
Řecký filozof Epikúros ze Samu prohlásil v roce 306 před naším letopočtem, že nejvyšší hodnotou, kterou může člověk získat, je pocit slasti. A slast definoval jako okamžik, kdy tělo necítí žádnou bolest a duše žádný neklid.
Filosofické učení o slasti jako hlavním motivu lidského jednání se nazývá Hédonismus.